# (36449) 2000 QA4
2000 QA4 (asteroide 36449) é um asteroide da cintura principal. Possui uma excentricidade de 0.19856880 e uma inclinação de 3.97820º.
Este asteroide foi descoberto no dia 24 de agosto de 2000 por LINEAR em Socorro.